# Osservatorio di Stoccolma
L'osservatorio di Stoccolma (in svedese Stockholms observatorium) è un osservatorio astronomico e istituto di ricerca svedese che ha avuto due sedi nell'area di Stoccolma.

## Storia

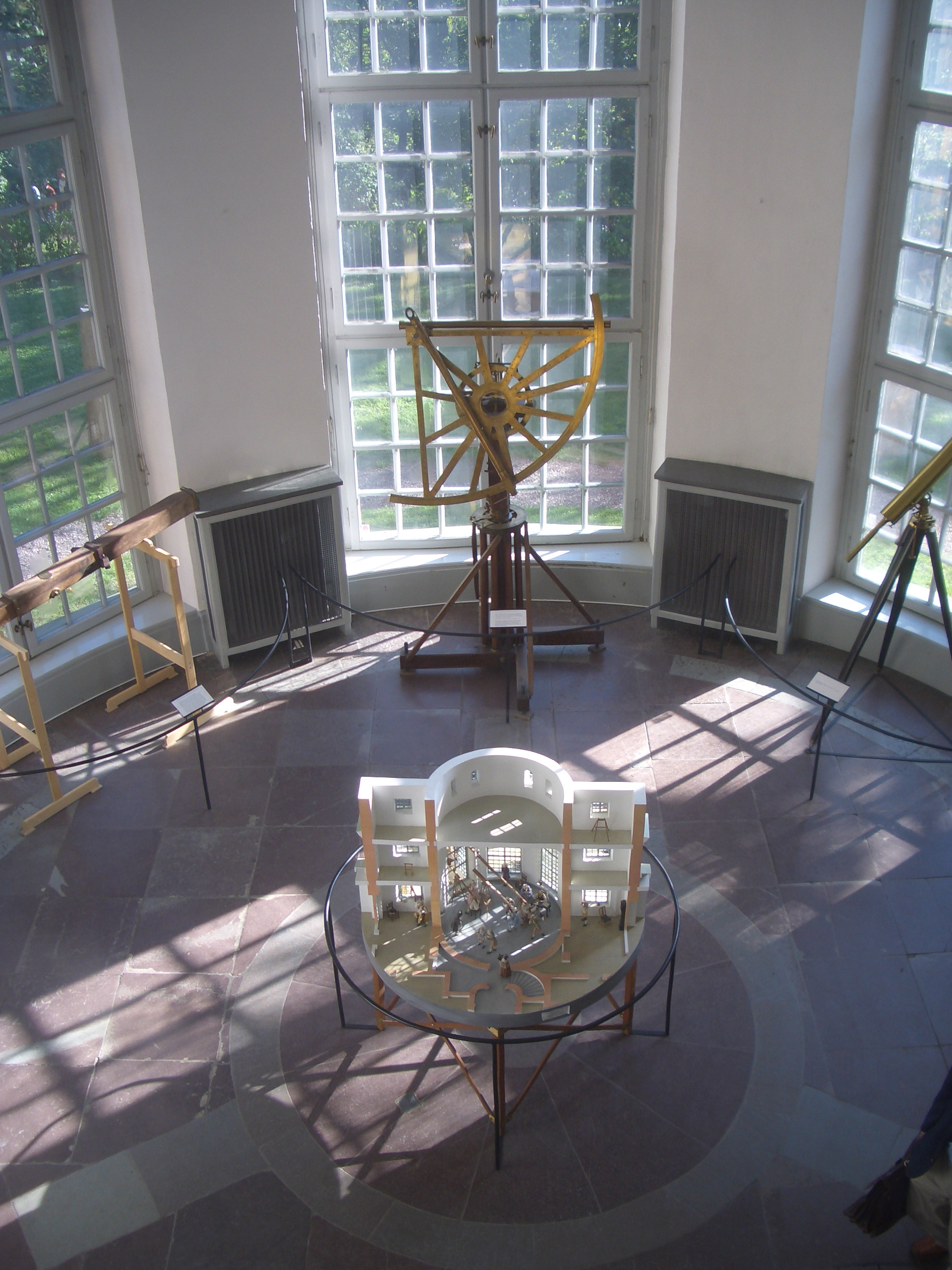
La sala di osservazione del vecchio osservatorio, prima che venisse costruita la cupola nell'Ottocento

### L'osservatorio del Settecento
Il primo osservatorio fu fondato dalla Regia accademia delle scienze su iniziativa del suo segretario Per Elvius. La costruzione, diretta dall'architetto Carl Hårleman, iniziò nel 1748 e terminò nel 1753. L'edificio si trova su di una collina nel parco che oggi si chiama Observatorielunden. Il primo direttore fu Pehr Wilhelm Wargentin, poi, fra gli altri, ricoprirono la carica Hugo Gyldén e Bertil Lindblad. Questa prima sede è stata trasformata in museo.

### L'osservatorio di Saltsjöbaden
A Bertil Lindblad si deve la decisione di spostare l'osservatorio sul Karlsbaderberget di Saltsjöbaden, nei dintorni di Stoccolma. L'architetto del nuovo edificio fu Axel Anderberg. Il trasferimento fu completato nel 1931. Questa nuova sede, chiamata colloquialmente "Saltis", è stata attiva fino al 2011.
Le osservazioni più recenti vengono effettuate quasi esclusivamente fuori della Svezia, da osservatori più vicini all'equatore.
L'istituto di astronomia è stato trasferito dall'accademia delle scienze all'Università di Stoccolma nel 1973 e ha attualmente sede nella periferia della capitale svedese.
Da giovane Hjalmar Branting, che più tardi fu per tre volte primo ministro, era stato assistente all'osservatorio dal 1879 al 1880 e poi dal 1882 al 1883.
L'asteroide 36614 Saltis fu scoperto dall'osservatorio di Stoccolma nel 2000. Il corpo celeste è stato battezzato nel 2003 con il soprannome della località dove ha sede l'osservatorio, Saltsjöbaden, dal suo scopritore Alexis Brandeker.